# Boubacar Sidibé
Boubacar Fadiala Sidibé (8 settembre 1994) è un cestista maliano.

## Carriera
Con il Mali ha disputato quattro edizioni dei Campionati africani (2013, 2015, 2017, 2021).